# ズィアド・イブン・サリ
ズィヤード・イブン・サーリフ（アラビア語: زياد ابن صالح、生年不詳 - 751年)
アブー・ムスリムの部下、将軍。751年のタラス河畔の戦いに於いて、唐朝の高級軍官である高仙芝を打ち破る。
ナルシャキーの著した「ブハラ史」によると、タラスの戦いより一年前、河中地区ブハラ(漢語で安国)に於いて小規模なシーア派による反抗運動があった、その人数30,000人、首領をシャリクとするもので、アッバース朝成立後初となる反乱だった。
アブー・ムスリム(新唐書では并波悉林と訳される )は彼を派遣し10000人の部隊を率いて制圧に向かわせた。アムダリヤ川を渡りブハラの城下で反乱軍と戦う事37日、度重なる敗北の為に、ブハラ王クタイバが一万人の応援を送る。ブハラでは城内より城堡に住む人口が多く、アラビア人は皆ブハラ城内に住んでいた。クタイバ王は国内700の城堡に城門を閉し如何なる事をしてでも反乱軍の侵入を防げと命令を下した。またズィヤードは兵站を担任し、食料や飼料などを軍営に送った。その後反乱軍はブハラ城を後にし、弩肯村 に移る。その後、首謀者であるシャリクは戦死し反乱軍は瓦解していった。
その後ズィヤードは、アラビア人の主要な居住地であるブハラ城に進行し、城に火を放った。火煙は3日もやまず。首謀者の子供や副首領などが投降した、彼らは捕虜となり、吊し上げられ処刑された。しかし内城(市街の中央区域)の住民は投降せず、3日の後に彼は内城への進行を命令し、住民の大部分は命を落とし、捕虜となった者は全て城門の上に吊し上げられた。よって内城は完全に陥落した。またズィアードはサマルカンド(漢語で康国)に回り残党を一掃した。
よってクタイバ王とアブー・ムスリムの協力により反抗運動は鎮圧された。後にアブー・ムスリムは不信任を被り755年に死亡。